# Castra Cornèlia
Castra Cornèlia (en llatí: Castra Cornelia) va ser un campament romà a la costa de Cartago, a la província d'Àfrica, districte de la Zeugitana. La va fundar Escipió l'africà quan va desembarcar a Àfrica l'any 204 aC, entre el riu Bagradas (Medjerda) i la ciutat d'Útica, prop d'aquesta darrera. Portava amb ell entre 12.000 i 30.000 soldats i immediatament se li va unir el rei númida Masinissa I. Després de la seva funció militar el campament va desaparèixer i no s'han trobat restes del seu emplaçament.